# Opatija Weltenburg
Samostan Weltenburg (nemško Kloster Weltenburg) je benediktinska opatija (opatija svetega Jurija) v Weltenburgu, okrožju Kelheim ob Donavi na Spodnjem Bavarskem. Leži nad prebojem – sotesko Donave ob tako imenovani Donavski zanki. Samostan pripada bavarski benediktinski kongregaciji. Glavne naloge današnje opatije Weltenburg so pastoralna oskrba (skrb dveh župnij) in sprejem gostov na srečanju sv. Jurija.

## Geografija
Opatija je na polotoku v Donavi, na tako imenovani Donavski soteski
Poleg geoloških značilnosti Donavske soteske v Weltenburgu - o spektakularnih jurskih skalah in reki Donavi in zgodovinsko-verskih dogodkih, predvsem o zgodovini samostana, je lokacija naselja tudi geografsko zanimiva: gre za  posebej dober primer vrezanega nagiba para zavojev v toku reke. Samostan je zgrajen neposredno nad značilnim nasutjem gramoza in zaščiten z visokimi jurskimi skalami, predvsem na nasprotni strani pečine. Zaradi specifične situacije preboja reke in lokalne omejenosti je tukaj zaščita (ne samo "prostor") na drsni strani.

## Zgodovina
Nad današnjim samostanskim kompleksom, na Frauenbergu, so se ljudje znova in znova naseljevali že od prazgodovine. Arheološke najdbe in izkopavanja kažejo, da je bila tam rimska vojaška postaja.

### Prva ustanovitev
Samostan, ki so ga ustanovili menihi iz irsko-škotskega misijona okoli leta 620, velja za najstarejši samostan na Bavarskem.
V skladu s tradicijo sta opatijo leta 617 ustanovila meniha Agil in Evstahij iz Luxeuila, oba učenca svetega Kolumbana (irskega misijonarja, ki je ustanovil številne samostane iz okoli leta 590 v frankovskem in lombardskem kraljestvu, predvsem samostan Luxeuil v današnji Franciji in opatijo Bobbio v današnji Italiji. Spominja se ga kot ključne osebe v irsko-škotski ali irski misijonarski dejavnosti v zgodnjesrednjeveški Evropi. )
V prvi polovici 8. stoletja naj bi opatija prevzela pravila benediktinskega reda in jo je podprl Tasilo III.. 
Najkasneje leta 932 je bila opatija pod nadzorom regensburškega škofa. Wolfgang iz Regensburga je na Frauenbergom zgradil rezidenco nad današnjo opatijo. Opatijska cerkev (zamenjana leta 1716), ki je bila posvečena leta 1191, je bila enoladijska stavba s kripto. Pod opatom Konradom V. (1441-50) so obnovili cerkev, opatijske stavbe in prenovili življenje v opatiji.
Šele v 18. stoletju se je pod opatom Maurusom Bächlom (1713-43) pojavila opatija Weltenburg. Iz njegovega obdobja izhaja današnje samostansko dvorišče z baročnimi stavbami, vrhunec katereih je opatijska cerkev, posvečena svetemu Juriju, ki so jo zgradili bratje Asam med letoma 1716 in 1739.
Po zaplembi srebra in prepovedi sprejemanja novincev je bila opatija uradno razpuščena 18. marca 1803 v času sekularizacije Bavarske. Opatijska pivovarna in drugi gospodarski objekti so našli kupce, cerkev in samostan pa ni bilo mogoče prodati. Leta 1812 sta postala župnijska hiša, šola, učiteljska hiša in župnijska cerkev za vas Weltenburg. 

### Druga ustanovitev
Na pobudo kralja Ludvika I. je bil Weltenburg 25. avgusta 1842 ponovno ustanovljen kot samostan Mettenske opatije. Obnovil je samostan in odkupil druge nepremičnine, vključno s pivovarno. Od leta 1858 je član bavarske kongregacije benediktinske konfederacije in je bil leta 1913 dvignjen na status samostojne opatije.
Kapela je bila v letih 1999–2008 obsežno obnovljena, cena pa je znašala okoli 6,5 milijona evrov. Poleg tega je bil obnovljen tudi samostan, kompleks pa opremljen z zaščito pred poplavami.

## Danes

### Samostan
Poleg tradicionalne gostoljubnosti ima opatija pastoralno odgovornost za dve župniji. Dejavna je tudi na področju kmetijstva in izobraževanja odraslih. Gosti konference, predavanja in koncerte.
Opatija je odprta za javnost, razen dela, rezerviranega za menihe.

### Samostanska pivovarna
Pivovarna Weltenburger Klosterbrauerei je po nekaterih ocenah najstarejša meniška pivovarna na svetu, ki deluje od leta 1050, čeprav ta naslov oporeka opatija Weehenstephan iz Freisinga. Weltenburger Kloster Barock Dunkel je prejel nagrado World Beer Cup leta 2004, 2008 in 2012 kot najboljše temno pivo na svetu. V krilu opatije, ki gleda na reko Donavo, je v pritličju velika restavracija, ki jo upravlja najemnik. Tradicionalni bavarski meni vključuje sir in pivo iz opatije, goste pa postrežejo tudi na samostanskem dvorišču, kjer je v toplejših mesecih velik biergarten – pivski vrt na prostem.